# Isla de Tara
Tara (Tara Island) es una isla situada en Filipinas, adyacente a la de Busuanga, isla que forma parte del grupo de Calamianes.
Administrativamente forma parte del barrio de Tara  del municipio filipino de primera categoría de Corón perteneciente a la provincia  de Paragua en Mimaro,  Región IV-B.

## Geografía
La Isla Busuanga es la más grande del Grupo Calamian situado a medio camino entre las islas de Mindoro (San José) y de Paragua (Puerto Princesa), con el Mar de la China Meridional a poniente y el mar de Joló a levante, separados por el Estrecho de Mindoro. Al sur de la isla están las otras dos islas principales del Grupo Calamian: Culión y  Corón.
La isla de Tara se encuentra al nordeste de la isla Busuanga, frente a los barrios de Malawig, Decabobo y Turda. Tiene forma sensiblemente rectangular con una dimensiones aproximadas de 5.900 metros de largo, en dirección norte-sur, y unos 1.400 metros en su línea de mayor anchura. Delimitan el rectángulo cuatro cabos: Pinakabala al noroeste, Yawao al este, Tingala Point al sur y Salamin al oeste.

Dista 14.800 metros de la costa de Busuanga, a levante Malawig en la  bahía de  Minangas (Minangas Bay). Al sur, a 3.440 metros de distancia se encuentra isla de Bantac junto con el islote de Calanhayoún.
El islote más próximo es el de Lagat, 1.120 metros al suroeste.
Las isla de Nangay de Camanga se encuentran 7.800 metros al noroeste, mientras que la de Diboyán dista 9.100 metros en dirección hacia poniente.